# John Franklin
Sir John Franklin (n. 16 aprilie 1786, Spilsby, Anglia, Regatul Marii Britanii – d. 11 iunie 1847, Insula King William, Nunavut, Canada) a fost un contra-amiral în cadrul Marinei Regale Britanice, explorator al zonei arctice și guvernator al Tasmaniei.
A dispărut într-o expediție al cărei obiectiv era explorarea și cartografierea unei secțiuni a Pasajului de nord-vest.